# Sergi Altimira
Sergi Altimira, né le 25 août 2001 à Cardedeu en Espagne, est un footballeur espagnol qui évolue au poste de milieu défensif au Real Betis.

## Biographie
Né à Cardedeu, dans la province de Barcelone, Sergi Altimira est le fils d'Aureli et le cousin d'Adrià Altimira. Le premier a joué comme attaquant, tandis que le second est arrière droit au CD Leganés, en prêt du Villarreal CF; tous deux ont également été formés à La Masia,.

### Carrière en club

#### CE Sabadell
Sergi Altimira commence au FC Cardedeu, dans sa province natale, avant de rejoindre La Masia du FC Barcelone en 2012 où il joue initialement dans l'équipe des moins de 16 ans.
En 2019, il quitte le Barça et rejoint le CE Sabadell.

#### Prêt à l'EC Granollers
Le 29 mai 2020, après avoir terminé sa formation, Altimira est prêté une saison à l'EC Granollers (en), alors en Primera Federación (D3). Il  fait ses débuts en équipe senior le 1er novembre, entrant en jeu en deuxième mi-temps lors d'une déroute 7-0 à l'extérieur contre l'UE Figueres.

#### Retour au CE Sabadell
De retour à Sabadell, Altimira est inclus dans l'équipe première par le manager Antonio Hidalgo (es) et renouvelle son contrat avec le club le 7 septembre 2021. Il joue 29 fois pour l'équipe toutes compétitions confondues au cours de la saison 2021-2022.
Les performances d'Altimira ont suscité l'intérêt de son ancien club: le FC Barcelone, entre autres,,. Un vif intérêt aurait été manifesté par le FC Andorre de Gerard Piqué, ainsi que par le club de LaLiga, le Villarreal CF. Cependant, le dernier jour de la fenêtre de transfert en août 2022, malgré les efforts de Barcelone pour signer Altimira, les deux partis n'ont pu s'entendre sur les conditions du transfert, laissant ce dernier sous contrat avec Sabadell, jusqu'en juin 2023,.

#### Getafe CF
Le 31 janvier 2023, Marca rapporte que Sergi Altimira a un accord pour rejoindre le Getafe CF sur un contrat de quatre ans à la fin de son contrat avec Sabadell. Le 6 juillet, le club annonce officiellement sa signature.

#### Real Betis
Le 11 août 2023, Altimira signe un contrat de cinq ans avec le Real Betis, également en première division, après que le club ait payé sa clause libératoire de 2 millions d'euros,.